# Sean Kingston (album)
Sean Kingston – debiutancki album amerykańskiego piosenkarza R&B/reggae Seana Kingstona, wydany 31 lipca 2007 roku. Album promuje singel Beautiful Girls.

## Lista utworów
1. Intro 0:34
2. Kingston 3:28
3. Take You There 3:57
4. Me Love 3:24
5. Beautiful Girls 4:02
6. Dry Your Eyes 3:32
7. Got No Shorty 3:22
8. There's Nothin' (feat. Paula DeAnda) 3:57
9. I Can Feel It 3:27
10. Drummer Boy 3:38
11. Your Sister 3:30
12. That Ain't Right 3:41
13. Change 3:38
14. Colors 2007 (Reggae Remix) (feat. Vybez Kartel & Kardinal Official) 4:34

## Single
- Beautiful Girls
- Me Love
- Take You There
- There's Nothin'